# Upplands runinskrifter 362
Upplands runinskrifter 362 är en försvunnen vikingatida runsten som funnits i Gådersta, Skepptuna socken och Sigtuna kommun. Runstenen är cirka 2,2 meter hög och cirka 1,2 meter bred. Stenen har eftersökts men har inte återfunnits.

## Inskriften
Translitterering av runraden:
[kitilfastr ' niks ufaihr --iutr × þaiʀ × litu ' stain × iftiʀ × inkialti × faþur sin ·]
Normalisering till runsvenska:
Kætilfastr, Nefʀ(?), Ofæigʀ --iutr þæiʀ letu stæin æftiʀ Ingiald, faður sinn.
Översättning till nusvenska:
Kättilfast ... Ofeg ... de läto [resa] stenen efter Ingjald, sin fader.